# Paracytheridea
Paracytheridea is een geslacht van kreeftachtigen uit de klasse van de Ostracoda (mosselkreeftjes).

## Soorten
- Paracytheridea altila Edwards, 1944
- Paracytheridea anapetes Ahmad, 1977 †
- Paracytheridea antarctica Hartmann, 1993
- Paracytheridea aqabaensis Bonaduce, Masoli & Pugliese, 1976
- Paracytheridea augusta Ciampo, 1976 †
- Paracytheridea batei Purper & Ornellas, 1987
- Paracytheridea belhavenensis Howe & Chambers, 1935 †
- Paracytheridea biensani (Keij, 1955) Nascimento, 1983 †
- Paracytheridea bilacunosa (Speyer, 1863) Oertli, 1956 †
- Paracytheridea bosoensis Yajima, 1978
- Paracytheridea bosqueti Veen, 1936 †
- Paracytheridea bovettensis (Seguenza, 1880) Mueller, 1912 †
- Paracytheridea brachyforma Swain, 1955
- Paracytheridea brusselensis Keij, 1957 †
- Paracytheridea bulbosa Purper & Ornellas, 1989
- Paracytheridea byramensis Howe & Law, 1936 †
- Paracytheridea calcitrapa Bold, 1988 †
- Paracytheridea chilensis Hartmann-Schröder & Hartmann, 1962
- Paracytheridea chipolensis Howe & Stephenson in Howe, Hadley et al, 1935 †
- Paracytheridea clara Coryell & Fields, 1937
- Paracytheridea coryodalia Hu & Tao, 2008
- Paracytheridea covata Li, 1963 †
- Paracytheridea cronini Hazel, 1983 †
- Paracytheridea culmen Ahmad, Neale & Siddiqui, 1991 †
- Paracytheridea cuneiformis (Brady, 1868) Athersuch & Horne, 1984
- Paracytheridea dentomarginata
- Paracytheridea depressa Mueller, 1894
- Paracytheridea devletteri Bold, 1946 †
- Paracytheridea dialata Gou & Huang in Gou, Zheng & Huang, 1983 †
- Paracytheridea dissecta Hu, 1983 †
- Paracytheridea dorsocornuta Khosla & Nagori, 1989 †
- Paracytheridea draco (Egger, 1858) Nitt, 1967 †
- Paracytheridea ducassae Blondeau, 1973 †
- Paracytheridea echinata Hu, 1981 †
- Paracytheridea edwardsi Teeter, 1975
- Paracytheridea eilatensis Bonaduce, MasoLi & Pugliese, 1976
- Paracytheridea eocenica Khosla, 1973 †
- Paracytheridea fenestruta (Bosquet, 1852) Nascimento, 1983 †
- Paracytheridea glabra Scheremeta, 1969 †
- Paracytheridea gradata (Bosquet, 1852) Apostolescu, 1955 †
- Paracytheridea granti LeRoy, 1943
- Paracytheridea gujaratensis Khosla & Pant, 1989 †
- Paracytheridea gynaikokratia Behrens, 1991
- Paracytheridea hazeli Cronin, 1992
- Paracytheridea herrigi Jain, 1975 †
- Paracytheridea hexalpha Doruk, 1980
- Paracytheridea hispida Bold, 1946 †
- Paracytheridea inaequivalvata Scheremeta, 1969 †
- Paracytheridea inflata Purper & Ornellas, 1987
- Paracytheridea inscita Doruk, 1980 †
- Paracytheridea khantaakensis Brouwers, 1993
- Paracytheridea laudata Rossi De Garcia, 1966 †
- Paracytheridea longicaudata (Brady, 1890) Keij, 1954
- Paracytheridea luandensis Hartmann, 1974
- Paracytheridea melitopolitana Scheremeta, 1969 †
- Paracytheridea minaminipponica Ishizaki, 1981
- Paracytheridea minatogawae Nohara, 1981 †
- Paracytheridea minuta Hu, 1978 †
- Paracytheridea misrai Tewari & Tandon, 1960 †
- Paracytheridea mucra Edwards, 1944 †
- Paracytheridea muelleri Veen, 1936 †
- Paracytheridea neolongicaudata Ishizaki, 1966 †
- Paracytheridea norvegica Hazel, 1972
- Paracytheridea oertlii Haskins, 1970 †
- Paracytheridea pachina Barbeito-Gonzalez, 1971
- Paracytheridea palmerae Stephenson, 1946 †
- Paracytheridea palmeri Bold, 1946 †
- Paracytheridea paralelicostata Purper & Ornellas, 1989
- Paracytheridea parallia Barbeito-Gonzalez, 1971
- Paracytheridea paulii Dubowsky, 1939
- Paracytheridea perplexa Scott, 1905
- Paracytheridea perspicua Luebimova & Mohan, 1960 †
- Paracytheridea pichelinguensis Swain, 1967
- Paracytheridea pinea Bate, Whittaker & Mayes, 1981
- Paracytheridea polyornata Peterson, 1954 †
- Paracytheridea polyspinosa Hu & Cheng, 1977 †
- Paracytheridea pseudoremanei Bonaduce, Masoli, Minichelli & Pugliese, 1980
- Paracytheridea pseudotuberosa Boukhary & Guernet, 1993 †
- Paracytheridea pulvinata Soenmez-Goekcen, 1973 †
- Paracytheridea reticulata Purper & Ornellas, 1987
- Paracytheridea reunionensis Whatley & Keeler, 1989
- Paracytheridea reussi Schneider, 1939 †
- Paracytheridea rionegrina Bertels, 1975 †
- Paracytheridea rugosa Edwards, 1944 †
- Paracytheridea sanyui Hu & Tao, 2008
- Paracytheridea sarsi Veen, 1936 †
- Paracytheridea sastrii Guha, 1974 †
- Paracytheridea scorpiona Howe, 1951 †
- Paracytheridea shiaguandonga Hu & Tao, 2008
- Paracytheridea shoa'lriverensis Puri, 1954 †
- Paracytheridea simplex Swain, 1967
- Paracytheridea spinosa Purper & Ornellas, 1987
- Paracytheridea subalata Guan, 1978 †
- Paracytheridea superdimorphica Neale & Singh, 1985 †
- Paracytheridea tewarii Guha, 1974 †
- Paracytheridea toleri Howe & Law, 1936 †
- Paracytheridea trilobites (Brady, 1890) Mckenzie, 1986
- Paracytheridea triquetra (Reuss, 1850) Lienenklaus, 1900 †
- Paracytheridea tschoppi Bold, 1946
- Paracytheridea vandenboldi Morales, 1966
- Paracytheridea vandenboldi (Puri, 1953)
- Paracytheridea vanwessemi Bold, 1946 †
- Paracytheridea vernoni Howe, 1951 †
- Paracytheridea washingtonensis Puri, 1954 †
- Paracytheridea wawa Hu, 1978 †
- Paracytheridea woodwardsensis Howe & Law, 1936 †